# Johnson Lane
Johnson Lane és una concentració de població designada pel cens dels Estats Units a l'estat de Nevada. Segons el cens del 2000 tenia 4.837 habitants.

## Demografia
Segons el cens del 2000, Johnson Lane tenia 4.837 habitants, 1.786 habitatges, i 1.497 famílies La densitat de població era de 87,34 habitants per km².
Dels 1.786 habitatges en un 33,5% hi vivien nens de menys de 18 anys, en un 75,1% hi vivien parelles casades, en un 5,3% dones solteres, i en un 16,2% no eren unitats familiars. En l'11,5% dels habitatges hi vivien persones soles el 3,1% de les quals corresponia a persones de 65 anys o més que vivien soles. El nombre mitjà de persones vivint en cada habitatge era de 2,71 i el nombre mitjà de persones que vivien en cada família era de 2,91.
Per edats la població es repartia de la següent manera: un 24,5% tenia menys de 18 anys, un 4,9% entre 18 i 24, un 25,5% entre 25 i 44, un 32,1% de 45 a 64 i un 13,0% 65 anys o més.
L'edat mediana era de 43,0 anys. Per cada 100 dones hi havia 99,71 homes. Per cada 100 dones de 18 o més anys hi havia 99,56 homes.
La renda mediana per habitatge era de 59.130 $ i la renda mediana per família de 60.918 $. Els homes tenien una renda mediana de 46.329 $ mentre que les dones 29.907 $. La renda per capita de la població era de 24.247 $. Aproximadament el 4,3% de les famílies i el 6,1% de la població estaven per davall del llindar de pobresa.

## Poblacions més properes
El següent diagrama mostra les poblacions més properes.